# Mihoub
Mihoub è un comune dell'Algeria, situato nella provincia di Médéa.